# Аллеганы
Аллега́ны или Аллеганские горы (англ. Allegany, Alleghenies, Allegheny Mountains) — горы в системе Аппалач, восточная часть Аллеганского плато. Расположены на территории штатов Виргиния, Западная Виргиния, Мэриленд и Пенсильвания.
Высота гор — преимущественно 600—1300 м над уровнем моря, высшая точка — Спрус-Ноб (1481 м). Геологически горы Аллеган сложены палеозойскими известняками, имеют крупные запасы каменного угля. Длина с юго-запада на северо-восток около 640 км, ширина гор до 160 км. На востоке Аллеганы заканчиваются Аллегейни-Фронтом — крутым уступом высотой до 300 м.
На склонах Аллеган находится множество истоков крупных рек (Джеймс, Аллегейни, западный рукав Саскуэханна).
Склоны Аллеган покрыты в основном широколиственными лесами, но выше встречаются ель красная (Picea rubens) и пихта бальзамическая. Из фауны обычны бурундук, енот, скунс, заяц, белка, дикий кабан и чёрный медведь.